# Gat daurat africà
El gat daurat africà (Caracal aurata) és un felí salvatge de mida mitjana que viu a les selves pluvials africanes. Anteriorment havia estat classificat en el seu propi gènere, Profelis, però fou traslladat a Caracal basant-se en dades filogenètiques.